# Puchar Polski w piłce siatkowej kobiet (1993/1994)
Puchar Polski w piłce siatkowej kobiet 1993/1994 – 37. sezon rozgrywek o siatkarski Puchar Polski, rozgrywany od 1932 roku.

## Klasyfikacja końcowa
| Miejsce | Drużyna                |
| ------- | ---------------------- |
| 1.      | ARS Komfort Police     |
| 2.      | BKS Stal Bielsko-Biała |
| 3.      | Stal Mielec            |
| -       | Azoty Chorzów          |